# I segreti del Vaticano
(Carlo Maria Martini)
I segreti del Vaticano è un saggio scritto da Corrado Augias del 2010. Lo scrittore offre una visione storica, politica, finanziaria ed architettonica del Vaticano. Alla base del libro vi è la divisione fra i due ruoli (politico e religioso) del piccolo stato: due realtà difficilmente conciliabili.
Vi ritroviamo Nerone e le prime comunità cristiane, l'imperatore Costantino, i Templari, Gesuiti, inquisitori e membri dell'organizzazione Opus Dei; ma anche grandi artisti nonché sparizioni ed omicidi mai risolti e scandali legati allo IOR.

## Edizioni
- I segreti del Vaticano. Storie, luoghi, personaggi di un potere millenario, Mondadori, 2010. ISBN 978-88-0460-324-5.
- I segreti del Vaticano. Storie, luoghi, personaggi di un potere millenario (edizione illustrata), Mondadori, 2011. ISBN 978-88-04-61417-3.